# ما شينغروي
ما شينغ روي (بالصينية: 马兴瑞؛ من مواليد أكتوبر 1959) هو سياسي صيني ومهندس طيران فضائي وهو سكرتير الحزب الشيوعي في شينجيانغ «سنجان» وعضو المكتب السياسي للحزب الشيوعي الصيني.
يُعتبر ما أحد أبرز العلماء في الصين، عمل ما نائبًا لرئيس معهد هاربين للتكنولوجيا، والمدير العام لشركة علوم وتكنولوجيا الفضاء الصينية، ومديرًا لإدارة الفضاء الوطنية الصينية، والقائد الرئيسي لمهمة تشانج آه 3، أول مهمة لاستكشاف القمر في الصين. شغل لاحقًا منصب نائب وزير الصناعة وتكنولوجيا المعلومات، ورئيس لجنة الشؤون السياسية والقانونية في قوانغدونغ، وأمين الحزب في شنجن، ونائب أمين الحزب في قوانغدونغ وحاكم قوانغدونغ. أصبح أمين الحزب في شينجيانغ في ديسمبر 2021 وعضوًا في المكتب السياسي في أكتوبر 2022.

## الحياة المبكرة والتعليم
وُلِد ما شينغ روي في 6 أكتوبر 1959 في شوانغياشان، مقاطعة هيلونغجيانغ، لعائلة من عمال المناجم في شمال شرق الصين الصناعي. هاجر فرع عائلته من مقاطعة يونتشنغ، شاندونغ إلى شوانغياشان في ثلاثينيات القرن العشرين خلال جيل جده. حصل على درجة البكالوريوس من كلية فوكسين للتعدين (جامعة لياونينغ للتكنولوجيا حاليًا) في عام 1982، ثم التحق بكلية الدراسات العليا للميكانيكا العامة في جامعة تيانجين. حصل على الدكتوراه في الميكانيكا من معهد هاربين للتكنولوجيا (HIT) في عام 1985.
انضم ما إلى الحزب الشيوعي الصيني في يناير 1988، وبقي في معهد هونج كونج للتكنولوجيا لمتابعة عمله بعد الدكتوراه، وعمل في البداية كمدرس وأستاذ مشارك قبل أن يتم تعيينه أستاذًا في عام 1991. وفي أبريل 1992 أصبح عميدًا لكلية الميكانيكا في المعهد، ثم أصبح نائب عميد كلية الطيران في عام 1985. وفي أبريل 1996 تم تعيينه نائبًا لرئيس المعهد.

## صناعة الطيران والفضاء
في مايو 1996، تم تعيين ما نائبًا لعميد الأكاديمية الصينية لتكنولوجيا الفضاء (CAST)، وأصبح قائدًا ومهندسًا رئيسيًا لمشروع القمر الصناعي Shijian 5. في عام 1999، تم تعيينه نائبًا للمدير العام لشركة علوم وتكنولوجيا الفضاء الصينية (CASC). في ديسمبر 2003، تم تعيينه أيضًا رئيسًا لشركة Sino Satellite Communications وعمل في العديد من المهام القمرية. في سبتمبر 2007، تمت ترقية ما إلى منصب المدير العام لشركة CASC.
في عام 2013، تم تعيين ما مديرًا لإدارة الفضاء الوطنية الصينية، ومديرًا لهيئة الطاقة الذرية الصينية، ومديرًا للإدارة الحكومية للعلوم والتكنولوجيا والصناعة للدفاع الوطني، ونائبًا لوزير الصناعة وتكنولوجيا المعلومات. وكان القائد الرئيسي لمهمة تشانغ آه 3 الناجحة، أول استكشاف لسطح القمر في الصين.